# Gontarella gigantea
Gontarella gigantea är en mossdjursart som beskrevs av Grischenko, Taylor och Shunsuke F. Mawatari 2002. Gontarella gigantea ingår i släktet Gontarella och familjen Electridae. Inga underarter finns listade i Catalogue of Life.